# La Puerta (Guadalajara)
La Puerta es una localidad española del municipio de Trillo, perteneciente a la provincia de Guadalajara, en la comunidad autónoma de Castilla-La Mancha.

## Geografía
La localidad pertenece al término municipal guadalajareño de Trillo, en la comunidad autónoma de Castilla-La Mancha. En el siglo XIX se mencionan «2 montes poblados de encina, chaparro y roble» existentes en el término.

## Historia
A mediados del siglo XIX, la villa, por entonces con ayuntamiento propio, tenía contabilizada una población de 288 habitantes. Aparece descrita en el decimotercer volumen del Diccionario geográfico-estadístico-histórico de España y sus posesiones de Ultramar de Pascual Madoz de la siguiente manera:

PUERTA (la): v. con ayunt. en la prov. de Guadalajara (9 leg.), part. jud. de Cifuentes (3), aud. terr. de Madrid (19), c. g. de Castilla la Nueva, dióc. de Cuenca (13): sit. en un hondo valle, rodeada de enormes cerros, y atravesada por una rambla que da salida á las aguas que se desprenden de dichos cerros: su clima es poco sano, de suerte que las tercianas y afecciones reumáticas pueden considerarse como endémicas: tiene 100 casas; la consistorial; un pósito con el fondo de 150 fan. de trigo; escuela de instruccion primaria, frecuentada por 30 alumnos, dotada con 25 fan. de trigo; una fuente de buenas aguas; una igl. parr. (San Miguel Arcángel) matriz de la de Cereceda. térm. confina con los de Viana, Gualda, Villaescusa y Cereceda; dentro de el se encuentran 2 ermitas (Ntra. Sra. de Montealejo y Sta. Ana): el terreno quebrado, pedregoso y de secano en su mayor parte, comprende 2 montes poblados de encina, chaparro y roble; le baña un arroyo, cuyas aguas riegan algunos huertos. caminos: los locales, de herradura y en mal estado. prod.: trigo, cebada, cáñamo, cerezas, ciruelas, membrillos, vino, miel, patatas, judias y otras legumbres, leñas y pastos, con los que se mantiene ganado lanar, cabrío y vacuno, mular y asnal; hay caza de perdices, liebres y conejos. ind.: la agrícola, un molino harinero y 3 telares de lienzos ordinarios. pobl. 80 vec, 288 alm. contr.: con su ayunt.
(Madoz, 1849, p. 277)

El 11 de diciembre de 1969 el municipio de La Puerta desapareció al fusionarse con los de Trillo, Viana de Mondéjar, Azañón y Morillejo.

## Demografía
| Gráfica de evolución demográfica de La Puerta entre 1842 y 1960 |
| |
| Población de derecho según los censos de población del INE Población de hecho según los censos de población del INEEntre el censo de 1970 y el anterior, este municipio desaparece porque se integra en el municipio Trillo |